# Uleoporthe orbiculata
Uleoporthe orbiculata är en svampart som först beskrevs av Syd. & P. Syd., och fick sitt nu gällande namn av Franz Petrak 1941. Uleoporthe orbiculata ingår i släktet Uleoporthe, ordningen Diaporthales, klassen Sordariomycetes, divisionen sporsäcksvampar och riket svampar.   Inga underarter finns listade i Catalogue of Life.